# Hypena callipona
Hypena callipona là một loài bướm đêm trong họ Erebidae.